# Błękitny krzyż (broń chemiczna)
Błękitny krzyż (niebieski krzyż; niem. Blaukreuz, Blaukreuzkampfstoff) – oznaczenie bojowych środków trujących z grupy sternitów stosowanych przez Niemcy w okresie I wojny światowej. Nazwa wzięła się od symbolu błękitnego krzyża malowanego na pociskach chemicznych wypełnionych środkami wywołującymi kichanie i wymioty. Po raz pierwszy użyto go w nocy z 10 na 11 lipca 1917 roku pod Nieuwpoort. W czasie wojny Niemcy wyprodukowały łącznie około 14 000 000 pocisków wszystkich kalibrów ze sternitami.
Pierwszym środkiem oznaczanym błękitnym krzyżem była wprowadzona do uzbrojenia w lipcu 1917 roku difenylochloroarsyna. Z czasem zaczęto używać także innych sternitów – difenylocyjanoarsynę w maju i N-etylokarbazol w lipcu 1918 roku. Błękitny krzyż zawierał 50–100% difenylochloroarsyny i 0–50% N-etylokarbazolu, a czasem także fenylodichloroarsynę jako rozpuszczalnik. Błękitny krzyż 1 składał się natomiast jedynie z difenylochloroarsyny i identycznego rozpuszczalnika. Stosowano także etylodichloroarsynę i metylodichloroarsynę.
Błękitny krzyż nazywany był także „przebijaczem maski” (niem. Maskenbrecher) z uwagi na zdolność do penetracji masek przeciwgazowych stosowanych przez ententę na froncie zachodnim. Środki stosowane w błękitnym krzyżu błyskawicznie przedostawały się przez filtry maski przeciwgazowej wywołując kichanie i wymioty, co zmuszało zazwyczaj do jej zdjęcia i w konsekwencji narażało na działanie innych środków trujących. Mimo słusznej koncepcji, błękitny krzyż nie został z powodzeniem wykorzystany w wojnie. Niemcom nie udało się opracować konstrukcji zdolnej do rozpylenia sternitów w powietrzu. Zamiast tego, większość zastosowanego środka opadała na ziemię zaraz po użyciu. Dodatkowo, pośpiech jaki towarzyszył wprowadzaniu sternitów do uzbrojenia spowodował, że niemieckie wojsko nie przeprowadziło odpowiednich testów z tą bronią i nie było świadome nikłej ilości rozpraszanego w powietrzu środka trującego. Tuż przed końcem wojny odpowiednią konstrukcję w postaci świec dymnych opracowali Brytyjczycy, którzy użyli jej przeciwko Rosji w 1919 roku.